# Якубув (Пшисуський повіт)
Якубув (пол. Jakubów) — село в Польщі, у гміні Пшисуха Пшисуського повіту Мазовецького воєводства.
Населення — 261 особа (2011).
У 1975-1998 роках село належало до Радомського воєводства.

## Демографія
Демографічна структура станом на 31 березня 2011 року:
|          | Загалом | Допрацездатний вік | Працездатний вік | Постпрацездатний вік |
| -------- | ------- | ------------------ | ---------------- | -------------------- |
| Чоловіки | 132     | 17                 | 96               | 19                   |
| Жінки    | 129     | 25                 | 73               | 31                   |
| Разом    | 261     | 42                 | 169              | 50                   |